# Света Богородица Дураханска
„Света Богородица Дураханска“ (на гръцки: Ιερά Μονή Παναγίας Ντουραχάνης или Δουραχάνης) е православен манастир, посветен на Рождество Богородично, разположен в Епир, Гърция, през езерото Памвотида срещу Янина на склона на Мицикели. Според преданието манастирът е издигнат на мястото на стана на армията на румелийския бейлербей Турахан паша, откъдето атакувал и превзел Янина през зимата на 1434 година, преминавайки с войската си по замръзналото янинско езеро.
Средновековният манастир е сринат по време на въстанието в Янина през 1611 година, след което в продължение на два века потъва в забвение, за да възкръсне за нов живот през XVIII век и за да бъде окончателно опожарен през 1825 година. Издигнат е отново и из основи през 1830 година и функционира до 1933 година, след което е разграбен и изоставен. След 1974 година манастирът постепенно е възстановен най-вече благодарение на първия монах от времето преди Втората световна война – Сотирос Хацис от Вовуса, който е неграмотен, но духовен човек.